# Whakaupetrell
Whakaupetrell (Pterodroma pycrofti) är en hotad fågel i familjen liror som förekommer i Stilla havet. Den häckar på öar utanför Nya Zeeland.

## Utseende
Whakaupetrell är en liten (26 cm), gråvit petrell. Ovansidan är grå, vingarna mörkare med ett tydligt "M" som syns i flykten. Vingundersidorna är vita med mörk spets och en mörk kant utmed framkanten som sträcker sig otydligt vidare från vingknogen in mot kroppen. Undersidan är vit med en otydlig och ofullständig halskrage. Runt ögat syns en mörkare fläck.
Fågeln skiljs från de flesta andra små petreller genom vitare vingundersidor. Långnäbbad petrell har mer utbredd och mörkare ögonmask, medan maoripetrellen istället är ljusare, framför allt på hjässan och ögonmasken. Whakaupetrell kan möjligen inte skiljas från robinsoncrusoepetrellen, men troligen överlappar inte utbredningsområdena.

## Utbredning
Fågeln häckar på små öar utanför Nya Zeelands östkust. Efter häckning verkar den sprida sig mot centrala och östra tropiska Stilla havet. Subfossila lämningar visar att arten tidigare även häckade på Norfolkön och Lord Howeön.

## Systematik
Länge behandlades whakaupetrell som en underart till långnäbbad petrell (Pterodroma longirostris). Den kan möjligen också vara nära besläktad med vitvingad petrell (P. leucoptera) och boninpetrell (P. hypoleuca). Arten behandlas som monotypisk, det vill säga att den inte delas in i några underarter.

## Levnadssätt
Whakaupetrellen gräver bohålor på kustnära sluttningar, ofta mitt i andra petrellkolonier. Den adulta fågeln återvänder till häckningsplatsen i oktober, lägger ägg i november–december och ungarna lämnar boet i mars–april. Födan är dåligt känd, men den har setts ta bläckfisk och kräftdjur.

## Status
Whakaupetrellen har ett mycket litet häckningsområde, begränsat till fem små skär. Majoriteten häckar dessutom på en enda ö, vilket gör den mycket känslig för predation från invasiva arter. Internationella naturvårdsunionen IUCN kategoriserar därför arten som sårbar. Världspopulationen uppskattas till mellan 12.000 och 22.000 häckande individer.

## Namn
Fågelns vetenskapliga artnamn hedrar Arthur Thomas Pycroft (1875-1971), nyzeeländsk naturforskare och samlare av specimen.